# Carlos Peñaloza Zambrano
Carlos Julio Peñaloza Zambrano (San Cristóbal, Venezuela, 20 de abril de 1940) es un general retirado del ejército venezolano, ingeniero electricista, historiador y escritor.

## Formación y estudios
Egresado como Subteniente en el año 1961 en la Academia Militar de Venezuela, en 1970 se licenció como ingeniero electricista en la Universidad de Houston, y en 1975 obtiene maestría en Administración de Empresas.

### Trayectoria
En el año 1982 siendo coronel fue comandante del regimiento de combate del ejército de Venezuela. Para 1984 fue nombrado director de la Academia militar de Venezuela. En 1986 fue designado comandante del CUFAN (actualmente llamado CEOFAN), el comando operacional más alto de la Fuerzas Armadas de Venezuela. Transcurriendo 1989 fue ascendido a comandante general del ejército de Venezuela.

### Vida posterior
Al pasar a retiro en la década de los 90, fue contratado por varias empresas financieras en Wall Street, New York donde trabajó como banquero de inversión. En el año 2001 decidió retirarse del mundo financiero y se residencia en Miami, Estados Unidos.
Se convirtió en escritor, publicando 2 libros. En 2019 causó polémica cuando una falsa noticia difundida sobre un supuesto millonario casamiento de la hija de Diosdado Cabello fue levantado por medios de todo el mundo como verdadero, provocando indignación con la supuesta boda opulenta, convirtiéndose en una 'fake news' mundial, desmentida a las pocas horas, ya que ninguna boda se había realizado.